# Friedrich Hitzig
Georg Heinrich Friedrich Hitzig (8. april 1811 i Berlin – 11. oktober 1881 sammesteds) var en tysk arkitekt, søn af Julius Eduard Hitzig, far til Eduard Hitzig. 
Han modtog sin uddannelse i Berlin under K.F. Schinkels vejledning og fortsatte med talent i sin mesters spor, men nærmede sig dog senere mere og mere til den italienske renæssance. Efter lange rejser bosatte han sig i Berlin, hvor han skabte den for Tiergarten-kvarteret karakteristiske, fornemme villatype. 
Blandt hans større bygninger kan nævnes Rigsbanken og Børsen (1859-63), i noget antikiserende italiensk renæssance. Desuden har han indrettet »Ruhmeshal-le« i Tøjhuset. Hitzig, »den sidste Hellener«, blev hædret på mange måder og var bl.a. præsident for Kunstakademiet. Hans værker er udgivne under titlen: Sammlung ausgeführter Bauwerke (Berlin 1859—67).